# Saint-Quentin-sur-le-Homme
Saint-Quentin-sur-le-Homme är en kommun i departementet Manche i regionen Normandie i norra Frankrike. Kommunen ligger i kantonen Ducey som tillhör arrondissementet Avranches. År 2022 hade Saint-Quentin-sur-le-Homme 1 340 invånare.

## Befolkningsutveckling
Antalet invånare i kommunen Saint-Quentin-sur-le-Homme
| Referens: INSEE |